# Lake Morgan
Der Lake Morgan ist ein Gebirgssee im Grey District der Region West Coast auf der Südinsel von Neuseeland.

## Geographie
Der Lake Morgan befindet sich auf einer Höhe von 1234 m, eingebettet von bis zu 1489 m hohen Bergen, rund 18 km ostsüdöstlich des Lake Brunner / Moana und 9,3 km nördlich des Taramakau River. Der See besitzt eine leichte Nordnordost-Südsüdwest-Ausrichtung und umfasst bei einem Umfang von 1,42 km eine Fläche von 11,5 Hektar. Seine Länge beträgt 490 m und seine maximale Breite 300 m.
Gespeist wird der See von einigen wenigen kleinen Gebirgsbächen. Seinen Abfluss findet der See an seinem nördlichen Ende über den Morgan River, der später in den Crooked River mündet.